# عین کسور
عین کسور (به عربی: عین کسور) یک منطقهٔ مسکونی در لبنان است که در شهرستان عالیه واقع شده‌است. عین کسور ۱٫۹۴ کیلومتر مربع مساحت دارد ۷۱۰ متر بالاتر از سطح دریا واقع شده‌است.